# Xã Austinburg, Quận Ashtabula, Ohio
Xã Austinburg (tiếng Anh: Austinburg Township) là một xã thuộc quận Ashtabula, tiểu bang Ohio, Hoa Kỳ. Năm 2010, dân số của xã này là 2.197 người.